# Атлетико Сан-Луис
«Атлетико Сан-Луис» (исп. Atlético San Luis) — мексиканский футбольный клуб из города Сан-Луис-Потоси, в настоящее время выступающий в Ассенсо МХ, второй по уровню в системе футбольных лиг Мексики. Домашние матчи команда проводит на стадионе «Альфонсо Ластрас Рамирес», вмещающем около 30 000 человек.

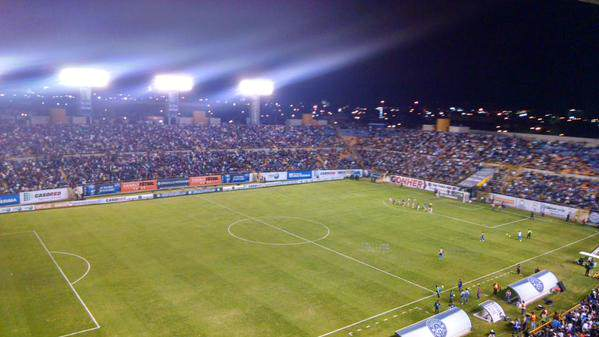
Стадион «Альфонсо Ластрас Рамирес»

## История
История «Атлетико Сан-Луиса» берёт своё начало в 2013 году, когда клуб «Сан-Луис» перебрался в город Тустла-Гутьеррес, где на его базе появилась команда «Чьяпас». Миллионный же город Сан-Луис-Потоси рисковал остаться без футбольного клуба высокого уровня, но владелец стадиона «Альфонсо Ластрас Рамирес» и крупный предприниматель Хакобо Пайан приобрёл клуб «Веракрус» и перевёз его в Сан-Луис-Потоси. На его основе 28 мая 2013 года был образован «Атлетико Сан-Луис», получивший своё название от двух ведущих клубов города в прошлом: «Атлетико Потосино» и «Сан-Луис». Город Веракрус же не остался без футбольной команды, туда перебрался клуб «Ла-Пьедад». только что завоевавший продвижение в Примеру.
Первый матч «Атлетико Сан-Луис» в Ассенсо МХ сыграл 20 июля 2013 года, расписав гостевую результативную (2:2) ничью с командой «Алебрихес де Оахака», для которой эта игра стала также дебютной в Ассенсо МХ. По итогам регулярного чемпионата Апертуры 2013 «Атлетико Сан-Луис» занял 7-е место и получил право выступить в Лигилье, где в 1/4 финала уступил «Некаксе» (0:2 дома и 0:2 в гостях). В 2014 году клуб не блистал результатами, не попадая по итогам Клаусуры и Апертуры в зону плей-офф. Но в 2015 году ему удалось стать победителем регулярного чемпионата Клаусуры и выйти в финал Лигильи, где после гостевого разгрома со счётом 0:3 от «Дорадос де Синалоа» «Атлетико Сан-Луис» сумел одержать лишь минимальную победу в ответном поединке. По итогам Апертуры 2015 клуб вновь не сумел пробиться в зону плей-офф.
В розыгрышах Кубка Мексики, по состоянию на конец 2015 года, «Атлетико Сан-Луису» ещё не удавалось выйти из группы.

## Соперничество
«Атлетико Сан-Луис» унаследовал от «Сан-Луиса» и самого принципиального его соперника, клуб Примеры «Керетаро». Поединки между этими двумя противниками известны как «Класико Центра» (исп. Clásico del Centro). По состоянию на конец 2015 года, обе команды не пересекались в чемпионате, проведя между собой четыре поединка в Кубке Мексики: трижды успех праздновал «Керетаро», и один раз побеждал «Атлетико Сан-Луис». Все четыре матча заканчивались с разницей в один мяч.

## Титулы
- Чемпион Второго дивизиона (Ассенсо) (1): 2018/19

## Главные тренеры
- Мигель Фуэнтес (1 июля 2013 — 30 июня 2014)
- Флавио Давино (12 мая — 20 ноября 2014)
- Рауль Ариас (1 января — 19 ноября 2015)
- Карлос Бустос (1 января 2016 — 4 мая 2016)
- Сальвадор Рейес де ла Пенья (2017)
- Хосе Франсиско Молина (2017 — 2018)
- Луис Альфонсо Соса (2018 — 2019)
- Густаво Матосас (2019)
- Гильермо Васкес (2020)
- Леонель Рокко (2021)
- Мендес Марсело (2021 — 2022)
- Андре Жардини (2022 — 2023)
- Густаво Леаль (2023 — н. в.)

## Форма

### Домашняя
| 2013/14 | 2014/15 | 2015/16 | 2017/18 | 2018/19 | 2019/20 | 2020/21 | 2021/22 | 2022/23 | 2023/24 |

### Гостевая
| 2013/14 | 2014/15 | 2015/16 | 2017/18 | 2018/19 | 2019/20 | 2020/21 | 2021/22 | 2022/23 | 2023/24 |

### Резервная
| 2014/15 | 2015/16 | 2017/18 | 2019/20 | 2020/21 | 2021/22 | 2022/23 |

Источник: